# Białki Górne
Białki Górne (prononciation [ˈbjau̯ki ˈɡurnɛ]) est un village de la gmina d'Ułęż du powiat de Ryki dans la voïvodie de Lublin, situé dans l'est de la Pologne.
Il se situe à environ 3 kilomètres à l'ouest d'Ułęż (siège de la gmina), 12 kilomètres à l'est de Ryki (siège du powiat) et 52 kilomètres au nord-ouest de Lublin (capitale de la voïvodie).

## Histoire
De 1975 à 1998, la gmina est attachée administrativement à l'ancienne voïvodie de Lublin.

Depuis 1999, elle fait partie de la nouvelle voïvodie de Lublin.